# Perote (Messico)
Perote è una municipalità dello stato di Veracruz, nel Messico centrale, il cui capoluogo è la località omonima.
Conta 68.982 abitanti (2010) e ha una estensione di 614,66 km². 	 		
Il nome della località è l'accrescitivo del nome spagnolo Pedro, poiché nel 1527 un certo Pedro Anzures, chiamato Pedrote per l'imponente corporatura, fondò la locanda di San Carlos. La città, che si sviluppò intorno, divenne l'attuale Perote.